# La Vergenne
La Vergenne település Franciaországban, Haute-Saône megyében. Lakosainak száma 110 fő (2022. január 1.). La Vergenne Vouhenans, Athesans-Étroitefontaine, Gouhenans és Moffans-et-Vacheresse községekkel határos.

## Népesség
A település népességének változása:
| Lakosok száma | 127  | 122  | 121  | 118  | 114  | 115  | 113  | 112  | 110  |
|               | 2013 | 2015 | 2016 | 2017 | 2018 | 2019 | 2020 | 2021 | 2022 |